# 石鼓乡 (宜宾市)
石鼓乡，是中华人民共和国四川省宜宾市南溪区曾经下辖的一个乡。2019年8月，撤销南溪区石鼓乡，将其所属行政区域划归翠屏区沙坪街道管辖。

## 行政区划
石鼓乡撤销前下辖以下地区：
石鼓社区、解台村、新兴村、大坪村、桂山村、黄金村、柏林村、果园村、人群村和金山村。